# Iribas
Iribas es una localidad española y un concejo de la Comunidad Foral de Navarra perteneciente al municipio de Larráun. 
Está situado en la Merindad de Pamplona, en la comarca de Norte de Aralar, en el valle de Larráun y a 35 km de la capital de la comunidad, Pamplona. Su población en 2014 fue de 39 habitantes (INE), su superficie es de 6,88 km² y su densidad de población de 5,67 hab/km².

## Geografía física

### Situación
La localidad de Iribas está situada en la parte Sur del municipio de Larráun. Su término concejil tiene una superficie de 6,88 km² y limita al norte con el municipio de Lecumberri; al este con los concejos de Alli, Astiz y Odériz; al sur con el municipio de Huarte-Araquil y al oeste con el concejo de Baráibar.
|                 | Norte: Lecumberri   |                            |
| Oeste: Baráibar |                     | Este: Alli, Astiz y Odériz |
|                 | Sur: Huarte-Araquil |                            |

## Demografía

### Evolución de la población
| Gráfica de evolución demográfica de Iribas entre 2000 y 2010 |
|                                                              |
| Datos según el nomenclátor publicado por el INE.             |